# دين ويزلي سميث
دين ويزلي سميث (بالإنجليزية: Dean Wesley Smith)‏‏ (10 نوفمبر 1950 - ) روائي، وكاتب، وكاتب خيال علمي من الولايات المتحدة.